# Kamil Zayatte
Kamil Zayatte (Conakry, 7 maart 1985) is een Guinees voetballer die bij voorkeur als verdediger speelt. Hij verruilde in juli 2015 Sheffield Wednesday voor Al-Raed. Hij debuteerde in 2007 in het Guinees voetbalelftal.